# Ann Löf
Ann Löf (6 de junio de 1959) es una deportista sueca que compitió en judo. Ganó dos medallas de bronce en el Campeonato Europeo de Judo en los años 1975 y 1982.

## Palmarés internacional
| Campeonato Europeo | Campeonato Europeo | Campeonato Europeo | Campeonato Europeo |
| Año                | Lugar              | Medalla            | Categoría          |
| ------------------ | ------------------ | ------------------ | ------------------ |
| 1975               | Múnich (RFA)       | Medalla de bronce  | –48 kg             |
| 1982               | Oslo (Noruega)     | Medalla de bronce  | –52 kg             |